# Gisikon
Gisikon est une commune suisse du canton de Lucerne, située dans l'arrondissement électoral de Lucerne-campagne.